# 自治権
自治権（じちけん、英: Autonomy、独: Autonomie、オートノミー）
1. 国などで、その一部分（地方）が内政を独自に行使できる権限。
  1. 特に内政において国の関与を全くあるいはほとんど受けないケース（高度な自治権）
2. 集団などで、外部の支配・管理を受けず自ら決定・運営する権利。弁護士自治、学生自治会など。

1の1について詳述する。
自治権（じちけん、英: Autonomy、独: Autonomie、オートノミー）は、国際的・帰属的に中立の少数民族集団あるいは国の一部分である地方又は国に属している領土の住民が内政を独自に行使できる権限である。その民族や地方・領土は内政に関して国の関与を全くあるいはほとんど受けないが、外交の権限を有していない。外交権を有すると自治権ではなく独立（独立国家・主権国家）となる。

## 概説
多民族国家を標榜した旧ソ連や中国は少数民族に対し「自治権を保障」したが、それらの国家において自治責任者となる人物は、中央政府の息のかかった人物であるのが普通であった。
逆に、ミャンマーのワ州のように、長年中央政府と対決姿勢を取ってきた軍閥(ワ州連合軍)がその支配権を事実上認知されたケースもある。同州の自治政府はワ州連合軍関係者で占められており、強権的なミャンマー軍も同州に展開できていない。
州、県など国よりも小さな行政単位で、その区域内に関する事項に限り国とは別個の自由裁量が認められる権限を指す。自治体でも法的な意味での破産が普通に行われる国で、自治体がその固有権限を永久もしくは一時的に失う現象を「自治権を一時国預かりにされる」等々の表現をすることがある。
自治権の範囲はそれぞれ異なる。